# Emma Caulfield
Emma Caulfield (San Diego, 8 de abril de 1973) é uma atriz norte-americana, mais conhecida pelo seu papel como Anya Jenkins na série de televisão Buffy the Vampire Slayer. Ela atuou também no papel de Susan Keats, par romântico de Brandon Walsh, na série Beverly Hills, 90210.

## Primeiros anos
Emma Caulfield nasceu Emma Chukker em San Diego, Califórnia. Sua mãe trabalhou como cantora profissional.
Emma começou sua carreira muito jovem, ainda no ensino médio, enquanto estudava dramaturgia. Atuou na La Jolla Playhouse e no Old Globe Theatre. Além disso, viajou para The American School In England (TASIS) em Londres, Inglaterra, para estudar teatro no verão antes de seu último ano escolar.
Depois de se formar no La Jolla Country Day School, entrou na San Francisco State University para estudar psicologia, mas abandonou o curso na metade de seu primeiro ano.
Aos 19 anos, mudou-se para Los Angeles para seguir a vida como atriz.

## Carreira
O primeiro papel notável de Emma foi como a namorada de Brandon Walsh, Susan Keats, em Beverly Hills, 90210 em 1995. Ela apareceu em trinta episódios da série, antes de partir em 1996. Em 1998, Emma estrelou em seu papel mais famoso até hoje, como Anya Jenkins, na série de sucesso da WB Buffy the Vampire Slayer. Originalmente, sua personagem apareceria apenas em alguns episódios. No entanto Anya agradou ao público, resultando na decisão do criador, Joss Whedon, de adicioná-la no elenco.
Em 2003, Emma conseguiu seu primeiro papel principal no filme de terror Darkness Falls, que estreou no número um nas bilheterias dos EUA. Em 2004, ela apareceu na série Monk, como Meredith Preminger, no episódio "Mr. Monk and the Girl Who Cried Wolf". Caulfield também atuou na sátira Bandwagon, interpretando uma versão fictícia de si mesma. O filme foi escrito e dirigido pelo amigo e companheiro de atriz Karri Bowman, no qual vários membros do elenco de Buffy the Vampire Slayer e de sua equipe fizeram participações especiais.
Ela desperdiçou uma oportunidade de audição para o papel de Six e Kara Thrace em Battlestar Galactica, uma decisão que ela mais tarde se arrependeu.
Caulfield é também a co-autora da webcomic Contropussy.
Caulfield estrelou o longa-metragem independente TiMER, lançado em Maio de 2009.

## Vida pessoal
Em 23 de agosto de 2006, Caulfield se casou com Cornelius Grobbelaar. Ela pediu o divórcio de Grobbelaar em 13 de Maio de 2010, alegando diferenças irreconciliáveis para a separação.
Atualmente, Emma Caulfield está casada com o ator Mark Leslie Ford. Estão casados desde novembro de 2017, embora já tivessem gerado uma filha, Knightley Caulfield Ford, nascida em 10 de julho de 2016.
Em 4 de outubro de 2022, a atriz, em uma entrevista para a revista Vanity Fair, revelou o diagnóstico de esclerose múltipla.

## Filmografia

### Cinema
| Ano  | Título               | Papel           | Notas                           |
| ---- | -------------------- | --------------- | ------------------------------- |
| 2003 | Darkness Falls       | Caitlin Greene  |                                 |
| 2004 | Bandwagon            | Emma Caulfield  |                                 |
| 2009 | Timer                | Oona O'Leary    |                                 |
| 2009 | Why Am I Doing This? | Amber           |                                 |
| 2010 | Confined             | Victoria Peyton |                                 |
| 2010 | Removal              | Jennifer        | Título alternativo: Shadow Play |
| 2014 | Back in the Day      | Molly           |                                 |
| 2014 | Telling of the Shoes | Alexandra       |                                 |
| 2022 | I'm Charlie Walker   | Fran            |                                 |

### Televisão
| Ano        | Título                           | Papel                                                                       | Notas |
| ---------- | -------------------------------- | --------------------------------------------------------------------------- | --- |
| 1994       | Burke's Law                      | Beth                                                                        | Episódio: "Who Killed the Beauty Queen?" |
| 1994       | Renegade                         | Cindy Moran                                                                 | Episódio: "Teen Angel" |
| 1994       | Saved by the Bell: The New Class | Enfermeira Brady                                                            | Episódio: "Bloody Money" |
| 1995       | Weird Science                    | Phoebe Hale                                                                 | Episódio: "What Genie?" |
| 1995, 1997 | Silk Stalkings                   | Ray Washburn / Kate Donner                                                  | Episódios: "Champagne on Ice", "Guilt by Association" |
| 1995–1996  | Beverly Hills, 90210             | Susan Keats                                                                 | Papel Recorrente (temporada 6) |
| 1997–1998  | General Hospital                 | Lorraine Miller                                                             | Papel recorrente |
| 1998       | Nash Bridges                     | Repórter                                                                    | Episódio: "Live Shot" |
| 1998–2003  | Buffy the Vampire Slayer         | Anyanka "Anya" Jenkins / Anya Emerson                                       | Papel recorrente (temporadas 3–4); papel principal (temporadas 5–7); 81 episódios Prêmios Satellite (indicada) Cinescape Genre Face of the Future Award (venceu) |
| 2004       | I Want to Marry Ryan Banks       | Charlie Norton                                                              | Telefilme; também conhecido como The Reality of Love |
| 2004       | Monk                             | Meredith Preminger                                                          | Episódio: "Mr. Monk and the Girl Who Cried Wolf" |
| 2006       | In Her Mother's Footsteps        | Kate Nolan                                                                  | Telefilme |
| 2006, 2007 | Robot Chicken                    | Nancy / Mãe de Timmy Minerva McGonagall / Mãe / Bruxa Branca / Esposa (voz) | Episódios: "Massage Chair", "Password: Swordfish", "Robot Chicken's Half-Assed Christmas Special"                                                                |
| 2007       | A Valentine Carol                | Ally Simms                                                                  | Telefilme |
| 2009       | Private Practice                 | Leanne                                                                      | Episódio: "Wait and See" |
| 2010–2011  | Gigantic                         | Sasha                                                                       | Papel recorrente |
| 2010–2011  | Life Unexpected                  | Emma Bradshaw                                                               | Papel recorrente (temporada 2) |
| 2011       | Leverage                         | Meredith                                                                    | Episódio: "The Lonely Hearts Job" |
| 2011       | Prime Suspect                    | Montana                                                                     | Episódio: "Gone to Pieces" |
| 2012       | Husbands                         | Entrevistadora do estádio                                                   | 2 episódios |
| 2012       | Leap Year                        | Smiley                                                                      | Episódio: "One of Those Nights" |
| 2012       | Royal Pains                      | Winnie                                                                      | Episódio: "Off Season Greetings" |
| 2012; 2016 | Once Upon a Time                 | Bruxa Cega                                                                  | Papel recorrente (temporadas 1 & 5) |
| 2016       | Supergirl                        | Cameron Chase                                                               | Episódio: "Childish Things" |
| 2017       | Fear the Walking Dead            | Tracy Otto                                                                  | Episódio: "TEOTWAWKI" |
| 2017       | Training Day                     | Lauren                                                                      | Episódio: "Wages of Sin" |
| 2020       | Interrogation                    | Amy Harlow                                                                  | Episódio: "P.I. Charlie Shannon vs Amy Harlow 2003" |
| 2021       | WandaVision                      | Sarah Proctor / "Dottie Jones"                                              | Papel recorrente; 4 episódios |
| 2021       | Good Girls                       | Agente Imobiliária                                                          | Episódio: "Family First" |
| 2024       | Agatha All Along                 | Sarah Proctor                                                               | Episódio: "Seekest Thou the Road" |

## Prêmios e Indicações
| Ano  | Cerimônia                           | Categoria                                                  | Produção                                  | Resultado |
| ---- | ----------------------------------- | ---------------------------------------------------------- | ----------------------------------------- | --------- |
| 2003 | Prêmios Satellite                   | Melhor Performance de Atriz Coadjuvante em Série Dramática | Buffy the Vampire Slayer                  | Indicada  |
| 2003 | Prêmio Saturno                      | Prêmio Cinescape Gênero Face do Futuro (feminino)          | Darkness Falls e Buffy the Vampire Slayer | Venceu    |
| 2007 | Festival de Cinema de Beverly Hills | Melhor Atriz em Curta-Metragem                             | Hollow                                    | Venceu    |
| 2007 | Sydney Film Festival                | Melhor Performance de uma Atriz em Papel Principal         | Hollow                                    | Venceu    |